# Hero MotoCorp
Hero MotoCorp Limited er en indisk multinational producent af scootere og motorcykler. Virksomheden har hovedkontor i Delhi og er en af verdens tørste producenter af tohjulede motorkøretøjer. Markedsandelen i Indien er omkring 46%.
Selskabets aktier er optaget til handel på Bombay Stock Exchange, og på National Stock Exchange of India, hvor aktien er en del af indekset NIFTY 50.